# The Turn of a Friendly Card (album)
The Turn of a Friendly Card is het vijfde studioalbum van The Alan Parsons Project uit 1980. Het is een conceptalbum over het thema gokken en gokverslaving. Het stuk Turn of a Friendly Card. bestaat uit 5 tracks. Van het muziekalbum kwam een drietal singles, Games People Play, Time en The Turn of a Friendly Card. Alleen de laatste kwam nog in de buurt van de Nederlandse Top 40. In 1984 verscheen het originele album op compact disc, later volgde nog een speciale editie met bonustracks. Het album is ook verschenen als HDAD, waarbij de ene kant van de disc een 24/96 stream bevat en de andere kant een mastertape quality 24/192 stream.
Het album is opgenomen in Parijs, in de Acousti Studio. De hoes is van Lol Creme en Kevin Godley, destijds al ex-10cc.

## Musici
- zangers: zie tracks
- gitaren - Ian Bairnson
- basgitaar – David Paton
- toetsinstrumenten - Eric Woolfson en Alan Parsons
- slagwerk – Stuart Elliot
- het Münich Chamber Opera Orchestra leider Eberhard Schoener onder leiding van Andrew Powell

Rainbow en Paton zijn "geleend" van EMI; over Bairnson wordt dat niet vermeld, maar hij speelde samen met Paton in Pilot, in hun jaren onder contract bij EMI.

## Composities
Allen van Parsons en Woolfson

| Nr. | Titel                                                                 | Duur  |
| --- | --------------------------------------------------------------------- | ----- |
| 1.  | May be a price to pay (zanger: Elmer Gantry)                          | 4:57  |
| 2.  | Games people play (zanger: Lenny Zakatek)                             | 4:19  |
| 3.  | Time (zanger: Eric Woolfson)                                          | 5:05  |
| 4.  | I don’t wanna go home (zanger: Lenny Zakatek)                         | 4:57  |
| 5.  | The gold bug (instrumentaal)                                          | 4:33  |
| 6.  | The Turn of a Friendly Card (zangers: Chris Rainbow en Eric Woolfson) | 16:21 |

The Turn of a Friendly Card (tracks)
i. The Turn of a Friendly Card, Pt. 1 (2:44) 
ii. Snake Eyes (3:14)
iii. The Ace of Swords (2:57)
iv. Nothing Left to Lose (4:07)
v. The Turn of a Friendly Card, Pt. 2 (3:22)
Bonustracks op speciale uitgave; de onderdelen van The Turn hebben aparte tracknummers gekregen:

| Nr. | Titel                                        | Duur |
| --- | -------------------------------------------- | ---- |
| 11. | Maybe a price to pay (intro/demoversie)      |      |
| 12. | Nothing left to lose (basistrack)            |      |
| 13. | Nothing left to lose (zanger: Chris Rainbow) |      |
| 14. | Nothing left to lose (demo)                  |      |
| 15. | Time (demo)                                  |      |
| 16. | Games people play (ruwe mix)                 |      |
| 17. | The gold bug (demo)                          |      |

## Hitnotering
| "The Turn of a Friendly Card" in de Nederlandse Album Top 100 - binnen: 01-11-1980 | "The Turn of a Friendly Card" in de Nederlandse Album Top 100 - binnen: 01-11-1980 | "The Turn of a Friendly Card" in de Nederlandse Album Top 100 - binnen: 01-11-1980 | "The Turn of a Friendly Card" in de Nederlandse Album Top 100 - binnen: 01-11-1980 | "The Turn of a Friendly Card" in de Nederlandse Album Top 100 - binnen: 01-11-1980 | "The Turn of a Friendly Card" in de Nederlandse Album Top 100 - binnen: 01-11-1980 | "The Turn of a Friendly Card" in de Nederlandse Album Top 100 - binnen: 01-11-1980 | "The Turn of a Friendly Card" in de Nederlandse Album Top 100 - binnen: 01-11-1980 | "The Turn of a Friendly Card" in de Nederlandse Album Top 100 - binnen: 01-11-1980 | "The Turn of a Friendly Card" in de Nederlandse Album Top 100 - binnen: 01-11-1980 | "The Turn of a Friendly Card" in de Nederlandse Album Top 100 - binnen: 01-11-1980 | "The Turn of a Friendly Card" in de Nederlandse Album Top 100 - binnen: 01-11-1980 | "The Turn of a Friendly Card" in de Nederlandse Album Top 100 - binnen: 01-11-1980 | "The Turn of a Friendly Card" in de Nederlandse Album Top 100 - binnen: 01-11-1980 | "The Turn of a Friendly Card" in de Nederlandse Album Top 100 - binnen: 01-11-1980 | "The Turn of a Friendly Card" in de Nederlandse Album Top 100 - binnen: 01-11-1980 | "The Turn of a Friendly Card" in de Nederlandse Album Top 100 - binnen: 01-11-1980 | "The Turn of a Friendly Card" in de Nederlandse Album Top 100 - binnen: 01-11-1980 | "The Turn of a Friendly Card" in de Nederlandse Album Top 100 - binnen: 01-11-1980 | "The Turn of a Friendly Card" in de Nederlandse Album Top 100 - binnen: 01-11-1980 |
| Week                                                                               | 01                                                                                 | 02                                                                                 | 03                                                                                 | 04                                                                                 | 05                                                                                 | 06                                                                                 | 07                                                                                 | 08                                                                                 | 09                                                                                 | 10                                                                                 | 11                                                                                 | 12                                                                                 | 13                                                                                 | 14                                                                                 | 15                                                                                 | 16                                                                                 | 17                                                                                 | 18                                                                                 |                                                                                    |
| ---------------------------------------------------------------------------------- | ---------------------------------------------------------------------------------- | ---------------------------------------------------------------------------------- | ---------------------------------------------------------------------------------- | ---------------------------------------------------------------------------------- | ---------------------------------------------------------------------------------- | ---------------------------------------------------------------------------------- | ---------------------------------------------------------------------------------- | ---------------------------------------------------------------------------------- | ---------------------------------------------------------------------------------- | ---------------------------------------------------------------------------------- | ---------------------------------------------------------------------------------- | ---------------------------------------------------------------------------------- | ---------------------------------------------------------------------------------- | ---------------------------------------------------------------------------------- | ---------------------------------------------------------------------------------- | ---------------------------------------------------------------------------------- | ---------------------------------------------------------------------------------- | ---------------------------------------------------------------------------------- | ---------------------------------------------------------------------------------- |
| Nummer                                                                             | 35                                                                                 | 22                                                                                 | 17                                                                                 | 13                                                                                 | 11                                                                                 | 11                                                                                 | 15                                                                                 | 19                                                                                 | 24                                                                                 | 29                                                                                 | 31                                                                                 | 31                                                                                 | 31                                                                                 | 39                                                                                 | 41                                                                                 | 44                                                                                 | 45                                                                                 | 49                                                                                 | uit                                                                                |